# Podari, Călărași
Podari este un sat în comuna Ileana din județul Călărași, Muntenia, România. Satul are ieșire la Balta Podari.